# Delphyre
Delphyre este un gen de insecte lepidoptere din familia Arctiidae.

## Specii[1]
- Delphyre aclytioides
- Delphyre albiventus
- Delphyre arpi
- Delphyre atava
- Delphyre aurantiiceps
- Delphyre aurorina
- Delphyre bimaculata
- Delphyre birchi
- Delphyre boettgeri
- Delphyre bolivianum
- Delphyre borealis
- Delphyre brunnea
- Delphyre coeruslescens
- Delphyre cumulosa
- Delphyre discalis
- Delphyre distincta
- Delphyre dizona
- Delphyre drucei
- Delphyre elachia
- Delphyre elegans
- Delphyre extensa
- Delphyre flaviceps
- Delphyre flaviventralis
- Delphyre flaviventris
- Delphyre germana
- Delphyre griseipuncta
- Delphyre hampsoni
- Delphyre hebes
- Delphyre infraalba
- Delphyre integrum
- Delphyre klagesi
- Delphyre lemoulti
- Delphyre leucomela
- Delphyre macella
- Delphyre maculosa
- Delphyre meridensis
- Delphyre meridionalis
- Delphyre mimula
- Delphyre minuta
- Delphyre monotona
- Delphyre nigra
- Delphyre nilammon
- Delphyre orientalis
- Delphyre oviplaga
- Delphyre parcipuncta
- Delphyre pieroides
- Delphyre pumila
- Delphyre pusilla
- Delphyre pyroperas
- Delphyre pyrozona
- Delphyre reducta
- Delphyre reductivitta
- Delphyre rhodocrypta
- Delphyre roseiceps
- Delphyre rubricincta
- Delphyre rubrocincta
- Delphyre rufiventris
- Delphyre spreta
- Delphyre subapicalis
- Delphyre testacea
- Delphyre tetilla
- Delphyre trinita
- Delphyre tristis
- Delphyre varians